# Consiglio legislativo di Victoria
Il Consiglio legislativo di Victoria è la camera alta del Parlamento di Victoria. Esso si riunisce, insieme all’Assemblea legislativa, nel Palazzo del Parlamento a Melbourne.
Essa è composta da 40 membri, eletti per un mandato di quattro anni.

## Storia
L'attuale Consiglio legislativo è stato creato, dalla Costituzione di Victoria, al tempo una colonia autonoma dell’Impero britannico, nel 1851, trasformandosi, insieme all’Assemblea legislativa creata cinque anni dopo, in legislatura statale con l’avvento della Federazione nel 1901.
All’inizio, esso aveva funzioni soprattutto di tipo consultivo, ma la sua rilevanza ed il suo status giuridico erano decisamente di minore portata ed impatto rispetto alla camera moderna.

## Competenze
Il Consiglio, in quanto camera meno incisiva delle due secondo un’impostazione di camera alta ripresa dal Senato federale, è strutturato come una “camera di revisione”. Idealmente, partecipa in modo quasi paritario al processo legislativo e può imporsi contro un disegno di legge, proponendo emendamenti, ma non esprime la fiducia parlamentare verso il governo. Deriva il proprio potere legislativo su tutte le materie non attribuite alla Federazione, a differenza dei Territori, da un potere sovrano statale preesistente e riconosciuto dalla Costituzione nazionale, non delegato dal Governo federale.